# Рами
Ра́ми, или Бёмерия (лат. Boehmeria) — род многолетних травянистых и древесных растений трибы Бёмериевые (Boehmerieae) семейства Крапивные (Urticaceae). Около ста видов.
Boehmeria nivea (рами белое, или китайская крапива) — одна из древнейших прядильных культур (называемая, как и род, «рами»).

## Распространение
Большинство видов растёт в тропиках и субтропиках Восточной Азии, в первую очередь в Китае и Японии.

## Биологическое описание

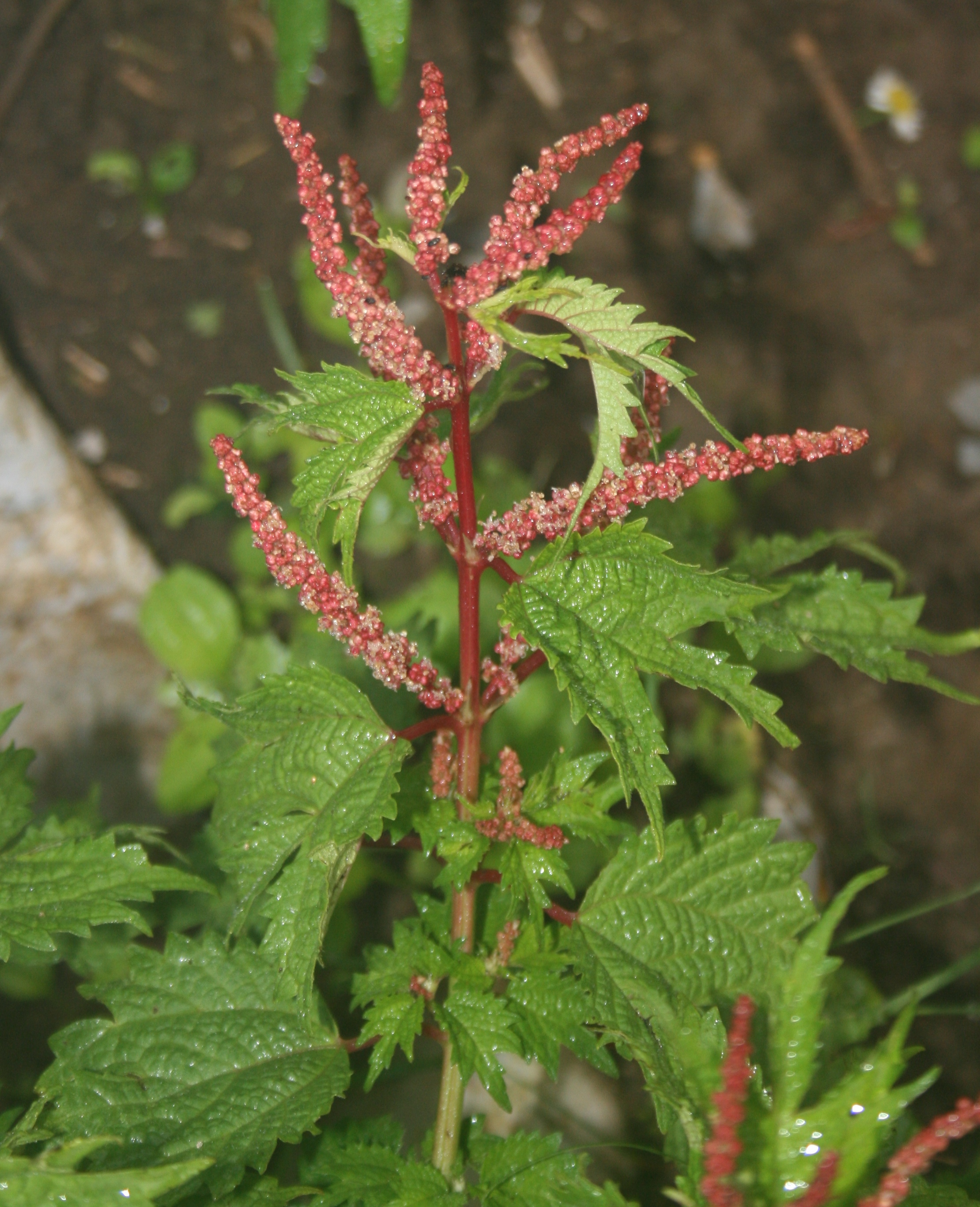
Boehmeria silvestrii, цветущее растение

Представители рода — многолетние травянистые растения, кустарники и полукустарники.
Листья супротивные и очередные, с зубчатыми краями, прилистники обычно свободные. Цветки однополые, собраны в пазушные колосовидные, кистевидные или метельчатые соцветия. Мужские цветки с 3—5 лопастным околоцветником, 3—5 тычинок собраны в клубок. Женский цветок с трубчатым околоцветником с 2—4 зубцами, пестик булавовидный или шаровидный, завязь верхняя, рыльце нитевидное, неопадающее, семяпочка прямая. Плод — семянка покрытая околоцветником.

## Использование
Рами белое (Boehmeria nivea) — одна из древнейших прядильных культур, она известна людям свыше шести тысяч лет. Раньше считалось, что те растения рами, которые культивировались, относятся к двум видам — Boehmeria nivea и Boehmeria tenacissima (рами зелёное, или индийская крапива), однако современная систематика объединяет эти два вида, считая второе название синонимом первого.

## Таксономия
Boehmeria Jacq., Enumeratio Systematica Plantarum, quas in insulis Caribaeis 9, 31. 1760.
Синоним
- Splitgerbera Miq., Comm. Phytogr. 133. t. 14. (1840)

## Виды
По информации базы данных The Plant List (2013), род включает 96 видов:
- Boehmeria allophylla W.T.Wang
- Boehmeria amarantus H.Lév.
- Boehmeria arenicola Satake
- Boehmeria aspera Wedd.
- Boehmeria australis Endl.
- Boehmeria balslevii Friis & Wilmot-Dear
- Boehmeria beyeri C.B.Rob.
- Boehmeria biloba Wedd.
- Boehmeria blumei Wedd.
- Boehmeria brevirostris Wedd.
- Boehmeria bullata Kunth
- Boehmeria burgeriana Wilmot-Dear, Friis & Kravtsova
- Boehmeria calophleba C.Moore & F.Muell.
- Boehmeria capensis Spreng.
- Boehmeria caudata Sw.
- Boehmeria cavaleriei H.Lév.
- Boehmeria celebica Blume
- Boehmeria celtidifolia Kunth
- Boehmeria chingshuishaniana S.S.Ying
- Boehmeria clidemioides Miq.
- Boehmeria compacta Blume
- Boehmeria conica C.J.Chen, Wilmot-Dear & Friis
- Boehmeria coriacea Killip
- Boehmeria cylindrica (L.) Sw.
- Boehmeria cypholophoides Merr.
- Boehmeria densiflora Hook. & Arn.
- Boehmeria densiglomerata W.T.Wang
- Boehmeria didymogyne Wedd.
- Boehmeria dolichostachya W.T.Wang
- Boehmeria × dura Satake
- Boehmeria × egregia Satake
- Boehmeria excelsa (Bertero ex Steud.) Wedd.
- Boehmeria formosana Hayata
- Boehmeria glomerulifera Miq.
- Boehmeria gracilis C.H.Wright
- Boehmeria grandis (Hook. & Arn.) A.Heller
- Boehmeria grandissima Nakai
- Boehmeria hamiltoniana Wedd.
- Boehmeria helferi Blume
- Boehmeria holosericea Blume
- Boehmeria ingjiangensis W.T.Wang
- Boehmeria × izuosimensis Satake
- Boehmeria japonica (L.f.) Miq.
- Boehmeria kamley Acharya & Yonek.
- Boehmeria × kiusiana Satake
- Boehmeria klossii Ridl.
- Boehmeria kurzii Hook.f.
- Boehmeria lanceolata Ridl.
- Boehmeria leptostachya Friis & Wilmot-Dear
- Boehmeria listeri Friis & Wilmot-Dear
- Boehmeria lohuiensis J.J.Chien
- Boehmeria macrophylla Hornem.
- Boehmeria manipurensis Friis & Wilmot-Dear
- Boehmeria marti Colla
- Boehmeria maugeretii H.Lév. & Vaniot
- Boehmeria × minor Satake
- Boehmeria mollicoma Miq.
- Boehmeria monticola Blume
- Boehmeria multiflora C.B.Rob.
- Boehmeria nakashimae Yahara
- Boehmeria neglecta Blume
- Boehmeria nivea (L.) Gaudich. — Рами белое, или Крапива китайская
- Boehmeria pannosa Nakai & Satake ex Oka
- Boehmeria pavonii Wedd.
- Boehmeria penduliflora Wedd. ex D.G.Long
- Boehmeria pilosiuscula (Blume) Hassk.
- Boehmeria platanifolia (Franch. & Sav.) C.H.Wright
- Boehmeria polystachya Wedd.
- Boehmeria pseudotomentosa Yahara
- Boehmeria quelpaertensis Satake
- Boehmeria radiata Bürger
- Boehmeria ramiflora Jacq. typus
- Boehmeria rugosissima Wedd.
- Boehmeria rugulosa Wedd.
- Boehmeria rupestris C.B.Rob.
- Boehmeria siamensis Craib
- Boehmeria sieboldiana Blume
- Boehmeria silvestrii (Pamp.) W.T.Wang
- Boehmeria spicata (Thunb.) Thunb.
- Boehmeria spicigera Spreng.
- Boehmeria subintegra Friis & Wilmot-Dear
- Boehmeria taquetii Nakai
- Boehmeria thorelii Gagnep.
- Boehmeria × tikusiensis Satake
- Boehmeria tirapensis Deb & R.M.Dutta
- Boehmeria tomentosa Wedd.
- Boehmeria tosaensis Miyaz. & H.Ohba
- Boehmeria tricuspis (Hance) Makino
- Boehmeria tsaratananensis Leandri
- Boehmeria ulmifolia Wedd.
- Boehmeria umbrosa (Hand.-Mazz.) W.T.Wang
- Boehmeria villosa C.B.Rob.
- Boehmeria virgata (G.Forst.) Guill.
- Boehmeria weddelliana S.Vidal
- Boehmeria yaeyamensis Hatus.
- Boehmeria zollingeriana Wedd.

Ещё более ста видовых названий этого рода имеют в The Plant List (2013) статус unresolved name, то есть относительно этих названий нельзя однозначно сказать, следует ли их использовать как названия самостоятельных видов — либо их следует свести в синонимику других таксонов.